# Lee Atwater

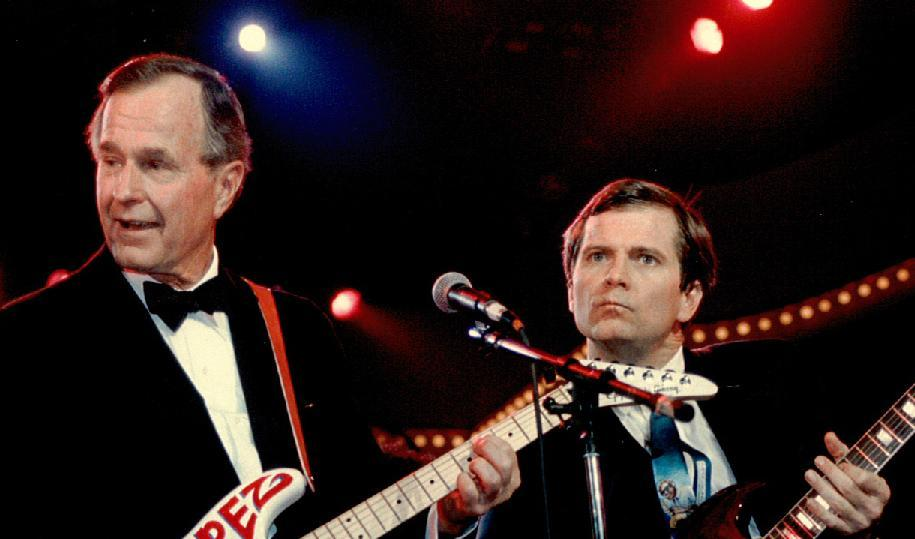
Lee Atwater y George Bush tocando la guitarra, 1989.

Harvey LeRoy «Lee» Atwater (27 de febrero de 1951 - 29 de marzo de 1991) fue un consultor político estadounidense que fue estratega para el Partido Republicano. Fue asesor de los presidentes de los Estados Unidos Ronald Reagan y George H. W. Bush y presidente del Comité Nacional Republicano. Atwater levantó controversia a través de sus tácticas agresivas de campaña, como el apelar a los prejuicios raciales, para mantener el apoyo republicano en los estados del sur de los Estados Unidos.

## Origen y formación
Nacido en Atlanta, Georgia, en 1951, se crio en Columbia, capital de Carolina del Sur. Se graduó por la Newberry College, una pequeña institución luterana, y se doctoró por la Universidad de Carolina del Sur. Su tesis doctoral se tituló "La campaña permanente". En ella mantenía que era necesario establecer redes políticas estables y duraderas, que no solo funcionasen en el momento de una campaña electoral, sino que siguieran vigentes y activos en el periodo de entre campañas. Unas ideas que en los últimos años han sido asimiladas por todos los grupos y organizaciones políticas en EE. UU. y en otros países.
En sus primeros 18 años lo único destacable de su vida fue que tocaba muy bien la guitarra y que formó parte de la banda de blues Percy Sledge, hasta que tuvo la ocasión de pasar un verano de prácticas junto con otros estudiantes para el senador Strom Thurmond, donde comenzó su interés por la política.

## Carrera política

Atwater con Ronald Reagan en 1983.

Tras trabajar para los College Republicans en la universidad, en 1978 fue contratado por el propio senador Thurmond para trabajar en su exitosa campaña de reelección. En 1980 trabajó para Floyd Spence, candidato republicano a la Cámara de Representantes. En esa campaña comenzó su mala fama entre sus rivales. Encargó falsas encuestas, colocó a gente llamando a los votantes para informarles que el rival de Spence pertenecía al NAACP, cosa que no era cierta, y, en la recta final de la campaña, pagó a un hombre para que se hiciera pasar por periodista durante una de sus ruedas de prensa. El falso periodista preguntó: "¿Es cierto que el candidato demócrata ha tenido problemas psiquiátricos graves?" Atwater no contestó la pregunta durante la conferencia de prensa, pero después buscó la oportunidad para decir off the record a los reporteros que el candidato demócrata Tom Turnipseed había tenido un tratamiento psiquiátrico con electroshocks, omitiendo que eso había ocurrido cuando tenía 16 años. Turnipseed perdió la elección.
Ese mismo año Atwater fue responsable de la campaña presidencial de Ronald Reagan en las primarias de Carolina del Sur, un Estado con una crucial elección primaria y con influencia en toda la región del sureste. Reagan ganó la primaria de Carolina del Sur y ese fue el pasaporte de Atwater a Washington, donde trabajaría en una firma de consultoría política asociada al Partido Republicano y como operativo en la oficina de asuntos políticos de la Casa Blanca.
En las elecciones presidenciales de 1984, con solo 33 años, encabezó junto a Ed Rollins el comité de reelección del Presidente. Fue el encargado de organizar la Convención Nacional Republicana, celebrada en Dallas, y de parar el "efecto Geraldine Ferraro". El efecto que podría tener la nominación de una mujer a la vicepresidencia por el partido rival. Se le considera responsable de las informaciones que salieron en la prensa sobre el procesamiento de los padres de Ferraro en los años 40. 
Pero su gran momento llegaría en 1988, cuando el vicepresidente George H. W. Bush lo nombró responsable absoluto de su campaña presidencial. Durante la campaña una serie de rumores de todo tipo saltaron a la prensa perjudicando al candidato demócrata Michael Dukakis y haciendo que Bush recuperase en las encuestas una desventaja de 17 puntos porcentuales. La más conocida táctica de Atwater fue la creación de un agresivo anuncio por televisión en el que se acusaba a Dukakis de ser débil frente al crimen, poniendo como ejemplo la historia de Willie Horton, un preso de Massachusetts que en uno de sus permisos carcelarios violó y asesinó a una mujer. El golpe de efecto fue letal para la imagen de gestor eficaz y sensato que pretendía vender Dukakis.
También salió a la luz que Kitty Dukakis, esposa del candidato, había quemado una bandera norteamericana durante una protesta contra la Guerra de Vietnam. Tampoco faltaron rumores sobre una supuesta enfermedad mental de Michael Dukakis y la adicción al alcohol y las pastillas de su esposa. Atwater fue acusado de iniciar todos estos rumores, pero las acusaciones no pudieron ser probadas.
George H.W. Bush utilizó a su hijo George W. Bush para monitorizar las actividades de Atwater. Le colocó una oficina junto a la de Atwater y ejerció de "los ojos y los oídos de su padre" en la campaña, llegando a entablar una gran amistad con Lee Atwater.

## Presidente del Partido Republicano
Tras la incontestable victoria de Bush, este nombró a Atwater presidente del Comité Nacional Republicano en 1989. Se convertía en el nuevo chico de oro de la ciudad de poder del Potomac. Su primer objetivo como presidente del Partido Republicano sería alargar la mano hacia las minorías. Bush había conseguido solo el 10% del voto afroamericano y la idea de Atwater era que si los candidatos republicanos se hacían con el 20% del voto afroamericano, podrían controlar la Casa Blanca por lo menos hasta el año 2000.
Una de sus últimas y destacadas actuaciones estuvo encaminada al desprestigio y hundimiento de Tom Foley, presidente de la Cámara de Representantes. La gente de Atwater lanzó el rumor sobre la presunta homosexualidad de Foley y ese fue el inicio del final para el congresista que terminó dimitiendo pocos meses después bajo acusaciones de corrupción.

## Arrepentimiento y muerte
En marzo de 1990 Atwater pasó por Puerto Rico para dar un discurso ante el Partido Republicano local. El día 2, poco antes de coger el avión de vuelta a Washington, salió a correr con su asistente Blake Williams. Notó que la pierna izquierda se le paralizaba. Al día siguiente, ya en Washington, acudió a un acto de recaudación de fondos para el senador Phil Gramm. Mientras hablaba al público en el estrado comenzó a tener convulsiones y fue llevado al George Washington University Medical Center, donde le fue diagnosticado un tumor cerebral inoperable y le dieron un año de vida.
Se mantuvo activo al frente del Partido Republicano hasta que la enfermedad lo dejó completamente incapacitado y fue sustituido por Clayton Yeutter. En sus últimos meses escribió cartas a sus adversarios políticos disculpándose por sus sucios trucos del pasado y se convirtió al catolicismo. En su testamento político, publicado en la revista 'Life' en febrero de 1991, afirmaba: "Mi enfermedad me ha ayudado a ver que lo que le hace falta a la sociedad estadounidense es lo mismo que me falta a mí: un poco de corazón y mucha hermandad... He adquirido más riqueza, poder y prestigio que la mayoría de las personas. Pero puedes tener todo lo que deseas y aun así sentirte vacío. ¿Cuánto de ese poder cambiaría por tener más tiempo con mi familia o una tarde con mis amigos? No sé quién será nuestro líder en los próximos años, pero debe ser alguien que hable sobre este vacío espiritual de la sociedad, este tumor que llevamos en el alma".
Lee Atwater murió el 29 de marzo de 1991, a la edad de 40 años.
- Datos: Q1811707
- Multimedia: Lee Atwater / Q1811707